# Jacek Mermon

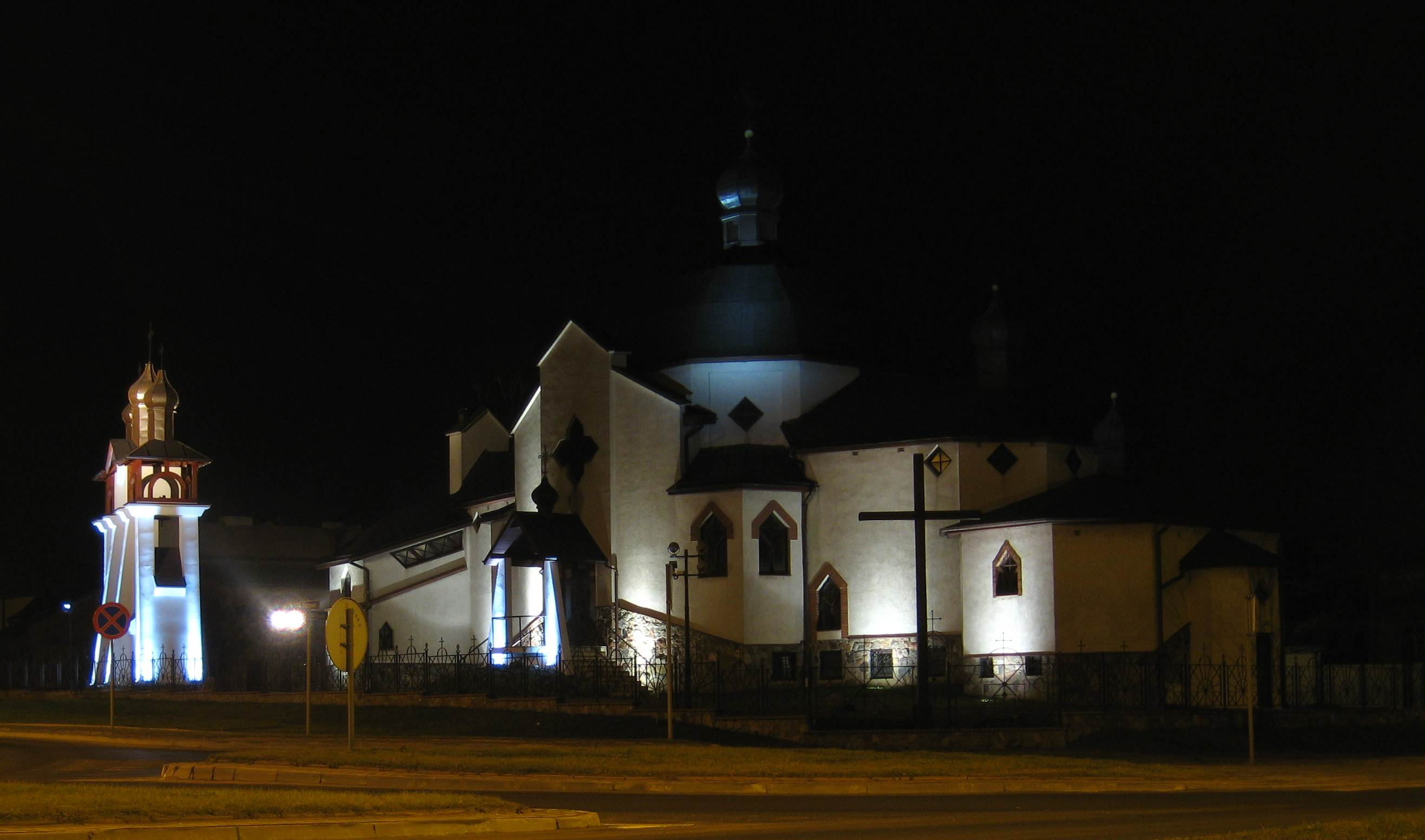
Cerkiew św. Bazylego Wielkiego w Kętrzynie

Jacek Mermon (ur. 1 stycznia 1944 w Brzozowie, zm. 2 grudnia 2007 w Przemyślu) - przemyski architekt, autor projektów czterech greckokatolickich cerkwi: w Giżycku, Kętrzynie, Przemkowie i Legnicy.

## Projekty
Był również autorem:
- projektu odbudowy bazyliańskiej cerkwi i klasztoru w Przemyślu
- projektu adaptacji na klasztor bazylianów budynku w Kętrzynie
- projektu ikonostasu w cerkwi w Węgorzewie
- projektu i nadzoru nad pracami remontowymi bazyliańskiego klasztoru w Warszawie
- projektu adaptacji gotyckich pomieszczeń przy greckokatolickiej katedrze we Wrocławiu na potrzeby Kurii Biskupiej
- projektu seminaryjnego kompleksu Ojców Bazylianów w Brzuchowicach
- projektu bazyliańskiego klasztoru w Dzembronii
- projektu przebudowy Rynku w Przemyślu
- projektu przebudowy ulicy Franciszkańskiej i placu Niepodległości w Przemyślu